# Съдията (филм, 2014)
„Съдията“ (на английски: The Judge) е американска съдебна драма от 2014 г. на режисьора Дейвид Добкин, с участието на Робърт Дауни Джуниър, Робърт Дювал, Вера Фармига, Винсънт Д'Онфорио, Джеръми Стронг, Дакс Шепърд и Били Боб Торнтън. Премиерата на филма е в Съединените щати на 10 октомври 2014 г.